# حركات مجتمع الميم في الولايات المتحدة
يُعد تاريخ حركات مجتمع الميم في الولايات المتحدة (بالإنجليزية: LGBT movements in the United States) تاريخًا مشتركًا من حركات السحاقيات، والمثليين، ومزدوجي الميل الجنسي، ومغايري الهوية الجنسانية، والحركات المتحالفة معهم، والتي بدأت في أوائل القرن العشرين وكانت ذات تأثير في إحراز التقدم الاجتماعي للسحاقيات، والمثليين، ومزدوجي الميل الجنسي، ومغايري الهوية الجنسانية والمتحولين جنسيًا.

## حركات مجتمع الميم بشكل عام
تمثل الحركات الاجتماعية للمثليين والسحاقيات ومزدوجي التوجه الجنسي والمتحولين جنسيًا (بالإنجليزية: LGBT) أيديولوجيا سياسية وحركة اجتماعية تدعو إلى القبول الكامل لأفراد مجتمع الميم في المجتمع. لدى أفراد مجتمع الميم وحلفائهم، تاريخ طويل من النضال من أجل ما يسمى الآن بوجه عام حقوق مجتمع الميم، ويسمى أحيانًا حقوق المثليين أو حقوق المثليين والسحاقيات. تنشط العديد من منظمات حقوق مجتمع الميم في جميع أنحاء العالم، على الرغم من عدم وجود منظمة مركزية أساسية أو شاملة تمثل جميع الأشخاص من مجتمع الميم ومصالحهم.
الهدف المشترك بين هذه الحركات تحقيق المساواة الاجتماعية لأفراد مجتمع الميم. ركز البعض كذلك على بناء مجتمعات لأفراد مجتمع الميم أو العمل على تحرير المجتمع ككل من رهاب ازدواجية الميل الجنسي ازدواجية، ورهاب المثلية، ورهاب التحول الجنسي. تتكون حركات مجتمع الميم المنظمة اليوم من مجموعة واسعة من النشاط السياسي والثقافي، من بينها ممارسة الضغط، وإقامة المسيرات، والمجموعات الاجتماعية، ووسائل الإعلام، والفنون، والبحوث. لا يسعى مجتمع الميم لأجل حقوق أفراده فحسب، بل يحتفلون أيضًا بكونهم كذلك. تجري، في مدن متعددة في جميع أنحاء الولايات المتحدة، سلسلة من الأحداث، عادة ما تكون كل عطلة نهاية أسبوع، وتشتهر باسم الفخر. يهدف الحدث السنوي، بالإضافة إلى التعبير عن حقوق مجتمع الميم، إلى إظهار فخر المجتمع بهويته، ومواصلة المضي قدمًا في نضاله من أجل نيل الحقوق. كتبت عالمة الاجتماع ماري برنشتاين: «تشمل الأهداف الثقافية لحركة السحاقيات والمثليين (على سبيل المثال لا الحصر) تحدي كل من البنيات المهيمنة للذكورة والأنوثة، ورهاب المثلية، وأفضلية الأسرة النووية المغايرة للجنس. كما تشمل الأهداف السياسية تغيير القوانين والسياسات للحماية من وقوع الضرر وللحصول على حقوق ومزايا جديدة». تؤكد برنشتاين أن النشطاء يسعون إلى تحقيق كلا النوعين من الأهداف في المجالين المدني والسياسي.
يوجد كذلك، كما هو الحال مع الحركات الاجتماعية الأخرى، صراع داخل حركات مجتمع الميم وبينها، وخاصة حول استراتيجيات التغيير والمناقشات حول من يضم بالضبط الدائرة الانتخابية التي تمثلها هذه الحركات. يوجد جدل حول مدى مشاركة السحاقيات، والمثليين، ومزدوجي الميل الجنسي، ومغايري الهوية الجنسانية، وثنائيي الجنس، وغيرهم في الاهتمامات المشتركة، والحاجة إلى العمل معًا. كثيرًا ما حاول قادة حركة السحاقيات والمثليين في سبعينيات القرن العشرين وثمانيناته وتسعيناته إخفاء السحاقيات الذكور، والمثليين الإناث، ومغايري الهوية الجنسانية، وثنائيي الجنس عن أعين الجمهور، ما أدى إلى انقسامات داخلية داخل مجتمعات أفراد مجتمع الميم.
كثيرًا ما تبنت حركات مجتمع الميم نوعًا من سياسات الهوية التي تعتبر المثليين ومزدوجي الميل الجنسي ومغايري الهوية الجنسانية فئة ثابتة من الأشخاص، أي مجموعة أو مجموعات من الأقليات. يطمح من يستعملون هذا النهج إلى تحقيق أهداف سياسية ليبرالية تتمثل في الحرية وتكافؤ الفرص، ويهدفون إلى الانضمام إلى التيار السياسي على قدم المساواة مع الفئات الأخرى في المجتمع. يعارض، بوجه عام، مجتمع الميم، في ما يخص الجدل بأن التوجه الجنسي والهوية الجندرية شيء فطري ولا يمكن تغييره بوعي، محاولات تغيير المثليين والسحاقيات ومزدوجي الميل الجنسي إلى مغايرين جنسيًا («علاج التحويل»). كثيرًا ما تستند هذه المحاولات إلى معتقدات دينية ترى أن نشاط المثليين والسحاقيات ومزدوجي الميل الجنسي نشاط غير أخلاقي.
انتقد، رغم ذلك، آخرون داخل حركات مجتمع الميم سياسات الهوية باعتبارها محدودة ومعيبة. ذكرت عناصر حركة أحرار الجنس أن تصنيفات المثليين والسحاقيات مقيدة، وحاولت تفكيك تلك التصنيفات، التي يُنظر إليها على أنها «تعزز النظام الثقافي، بدلًا من تحديه، وهو النظام الذي سيميز دائمًا غير المغايرين على أنهم أدنى شأنًا».